# Józef Banaszak
Józef Banaszak (sinh ngày 19 tháng 3 năm 1947 tại Lednogóra) là một giáo sư, nhà động vật học, nhà sinh thái học, chuyên gia về ong người Ba Lan. Ông là tác giả (đồng tác giả và biên tập viên) của hơn 350 ấn phẩm, bao gồm 40 cuốn sách.

## Tiểu sử
Ông là Giám đốc Viện Sinh học Môi trường của Đại học Kazimierz Wielki ở Bydgoszcz. Từ năm 2005, ông là tổng biên tập tạp chí Côn trùng học Ba Lan. Ông cũng là thành viên danh dự của Hiệp hội Côn trùng học Ba Lan.

## Giải thưởng
Năm 2014, ông đã nhận được Giải thưởng văn học Klemens Janicki vì những đóng góp cho văn hóa Ba Lan và Giải thưởng Witold Hulewicz, do Hội đồng Nhà văn Warsaw của Hội Đồng Nhà văn Ba Lan trao tặng, cho hai tập nhật ký của ông (Wybrałem Bydgoszcz và Pochwała codziennośc). Ngày 18 tháng 6 năm 2015, Giáo sư Józef Banaszak (từ Viện Sinh học Môi trường) đã được Quỹ Hipolit Cegielski trao tặng danh hiệu "Lidera Pracy Organicznej" và tượng "Hipolit danh dự" cho toàn bộ tác phẩm khoa học và văn học của ông.

## Ấn phẩm chọn lọc

### Tác giả
- Pszczoły i zapylanie roślin (1987)
- Ekologia pszczół (1993)
- Trzmiele Polski (1993)
- Czerwona lista pszczół Polski (1992, 2002)
- Czas nie przeszedł obok. Wspomnienia przyrodnika (2008)
- Pszczoły i las. Pszczoła miodna na tle polodowcowej historii lasów w Polsce (2010)
- Wybrałem Bydgoszcz (2011)
- Pochwała codzienności (2014)

### Biên tập viên
- Ekologia wysp leśnych (1998)
- Nie tylko Wierzenica. O Auguście Cieszkowskim w dwudziestą rocznicę urodzin (2014)

### Đồng tác giả
- Megachilid bees of Europe (1998, 2001)
- Bees of the family Halictidae (excluding Sphecodes) of Poland taxonomy, ecology, bionomics (2000)
- Andreninae of the Central and Eastern Palaearctic Part 1 (2005), Part 2 (2008).
- Podstawy ekologii (1999, 2005).
- Katalog pszczół dziko żyjących Europy Zachodniej (1995)
- Katalog pszczół Polski (trzy kolejne wersje: 1991, 2000, 2004)
- Na skrzydłach myśli … August Cieszkowski i Ziemia Wierzenicka w poezji. (2014)